# 유지수 (1952년)
유지수(柳智穗, 1952년 ~ )은 국민대학교 경영학부 교수이자 제10·11대 국민대학교 총장이다. 본관은 진주이며, 6.25 전쟁중 피난지인 부산에서 태어났다. 아버님은 황해도 재령출신이시다.

## 학력
- 1971 경복고등학교 졸업
- 1975 서울대학교 농학과 학사
- 1981 경영학석사-Illinois State University, M.B.A
- 1987 경영학박사-University of Illinois at Urbana & Champaign

## 경력
- 1987년 9월 국민대학교 경영학과 교수로 선임됐다.
- 2000년 9월 국민대학교 경영대학원 원장에 선임됐다.
- 2002년 4월부터 2004년 2월까지 국민대학교 경상대학 학장을 지냈다.
- 2004년 한국자동차산업협회 코리아오토포럼위원에 선임되었고,
- 2006년부터 2007년까지 한국자동차산업학회 회장에 올랐다.
- 2006년 3월부터 2008년 2월까지 국민대학교 연구교류처 처장에 선임됐다.
- 2008년 한국자동차산업학회 명예회장이 됐다.
- 2011년 7월부터 2013년 7월까지 현대자동차그룹 인재개발원 자문교수로 재직했다.
- 2012년 3월 국민대학교 10기 총장에 선임됐다.
- 2016년 3월 국민대학교 11기 총장으로 재선임됐다.[1]

## 이슈
- 2019년 4월 5일 이메일을 통해 조기 사퇴 의사를 밝혔다.[2]